# Tapura carinata
Tapura carinata är en tvåhjärtbladig växtart som beskrevs av F.J. Breteler. Tapura carinata ingår i släktet Tapura och familjen Dichapetalaceae. Inga underarter finns listade i Catalogue of Life.